# Karel Klinkenberg

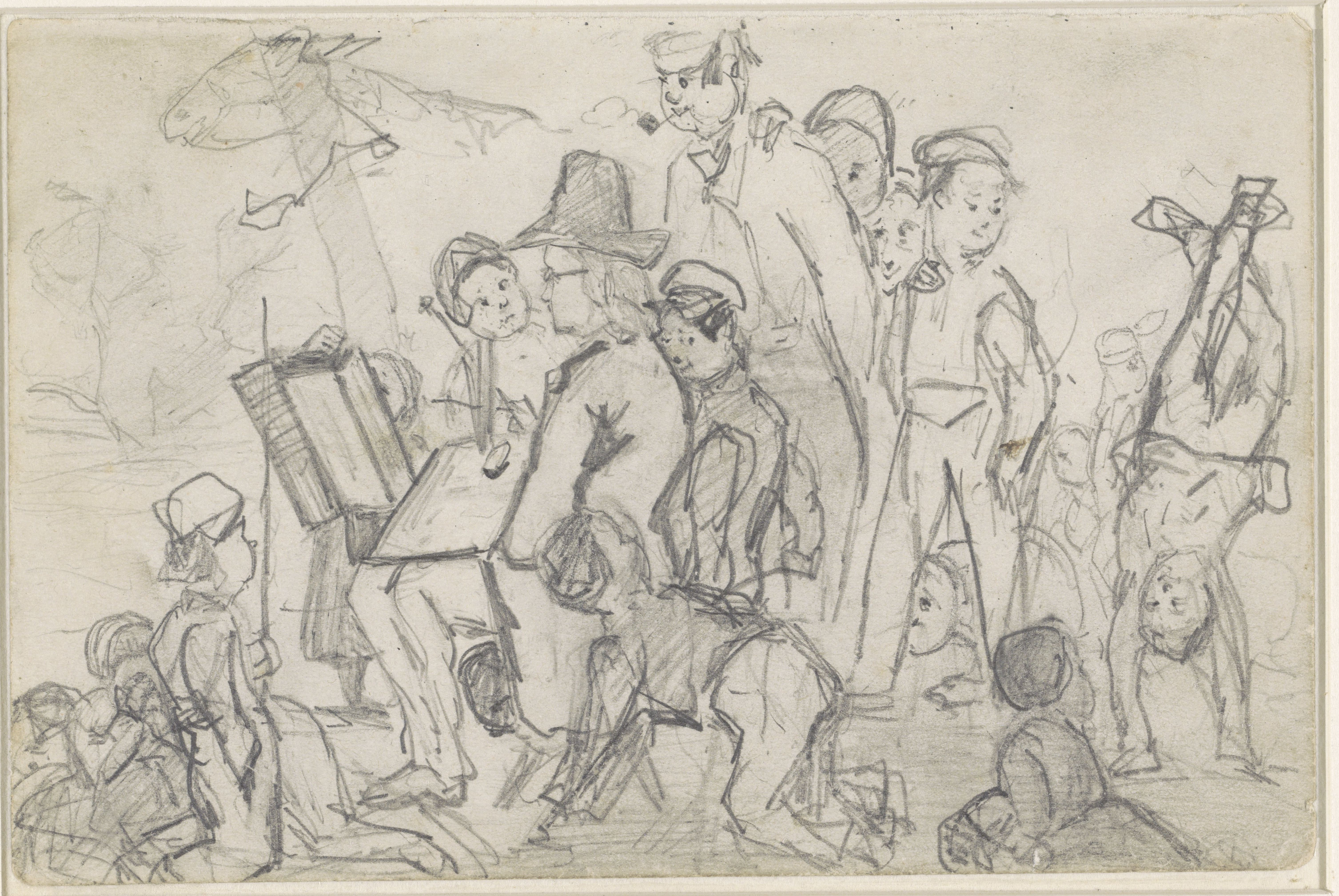
Portret van Karel Klinkenberg, schilderend in een landschap omringd door figuren (door Louis Apol).

Johannes Christiaan Karel (Karel) Klinkenberg ('s-Gravenhage, 14 januari 1852 - aldaar, 23 april 1924) was een Nederlands kunstschilder. 
Klinkenberg werd opgeleid aan de Academie voor Beeldende Kunsten in zijn geboorteplaats Den Haag. Hij vestigde zich als schilder aldaar, maar trok door het land om in aquarel en olieverf vele stads- en dorpsgezichten te schilderen.

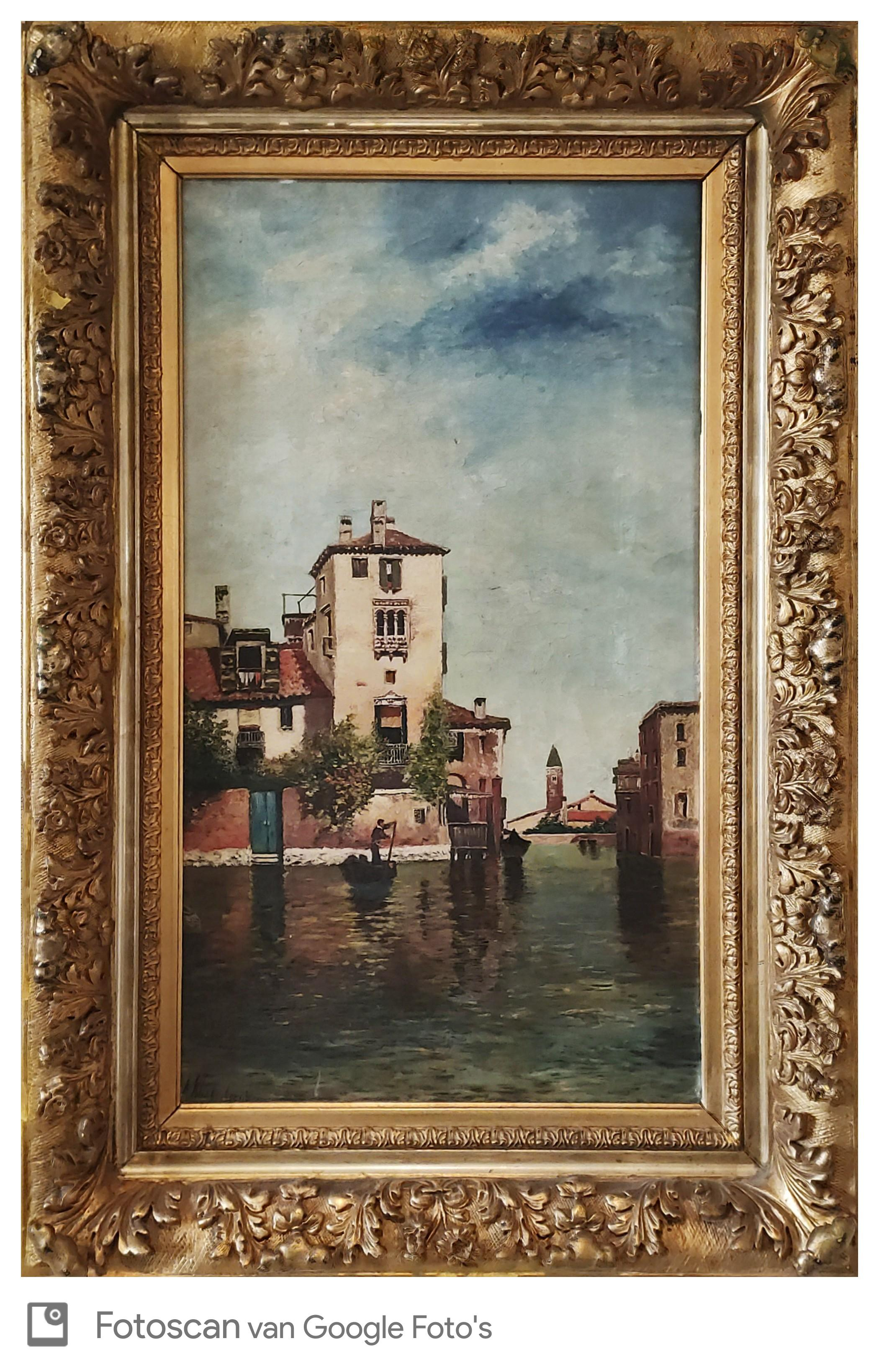
Zicht op Venetië
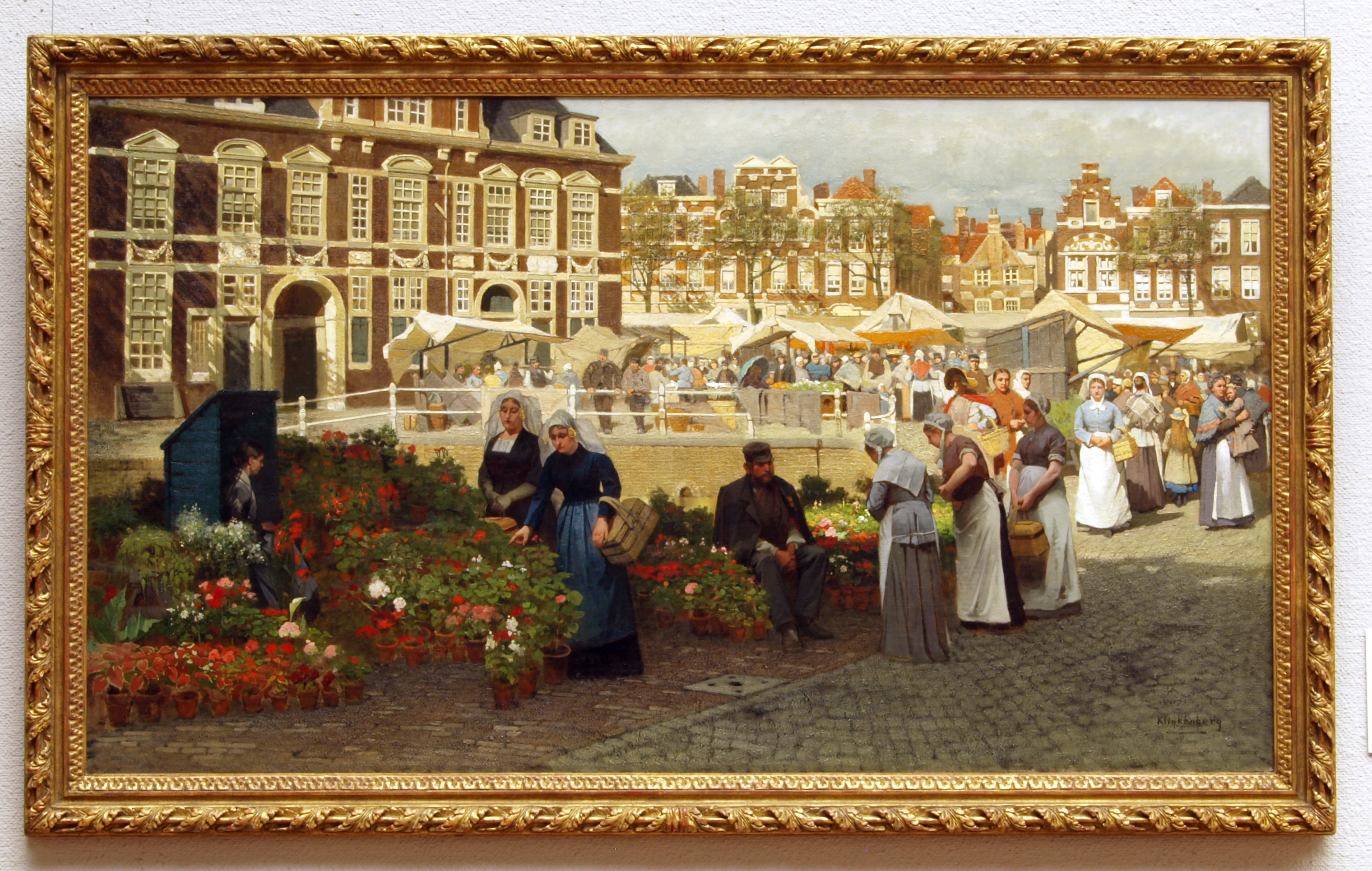
Bloemenmarkt, collectie Teylers Museum
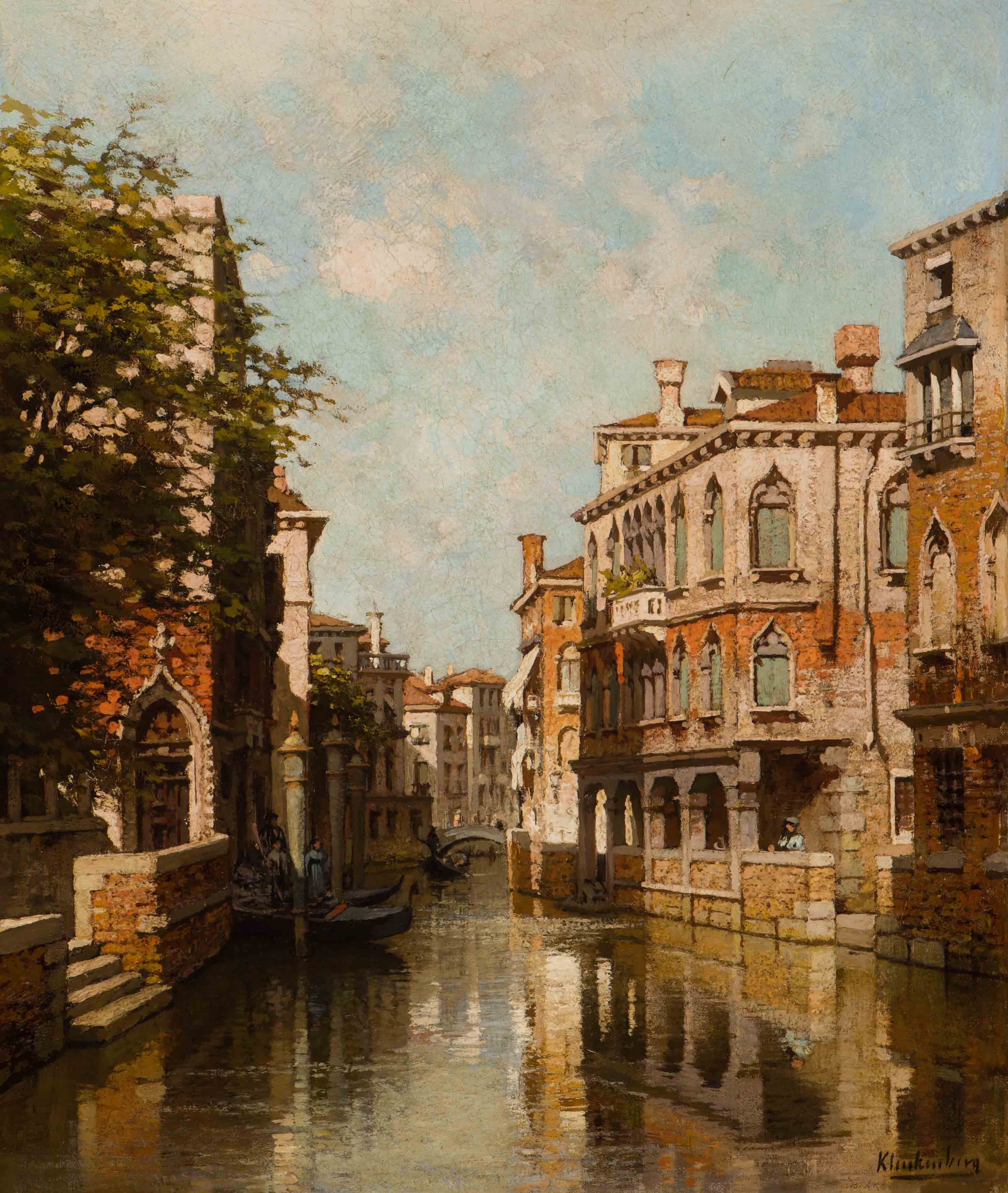
Kanaal in Venetië
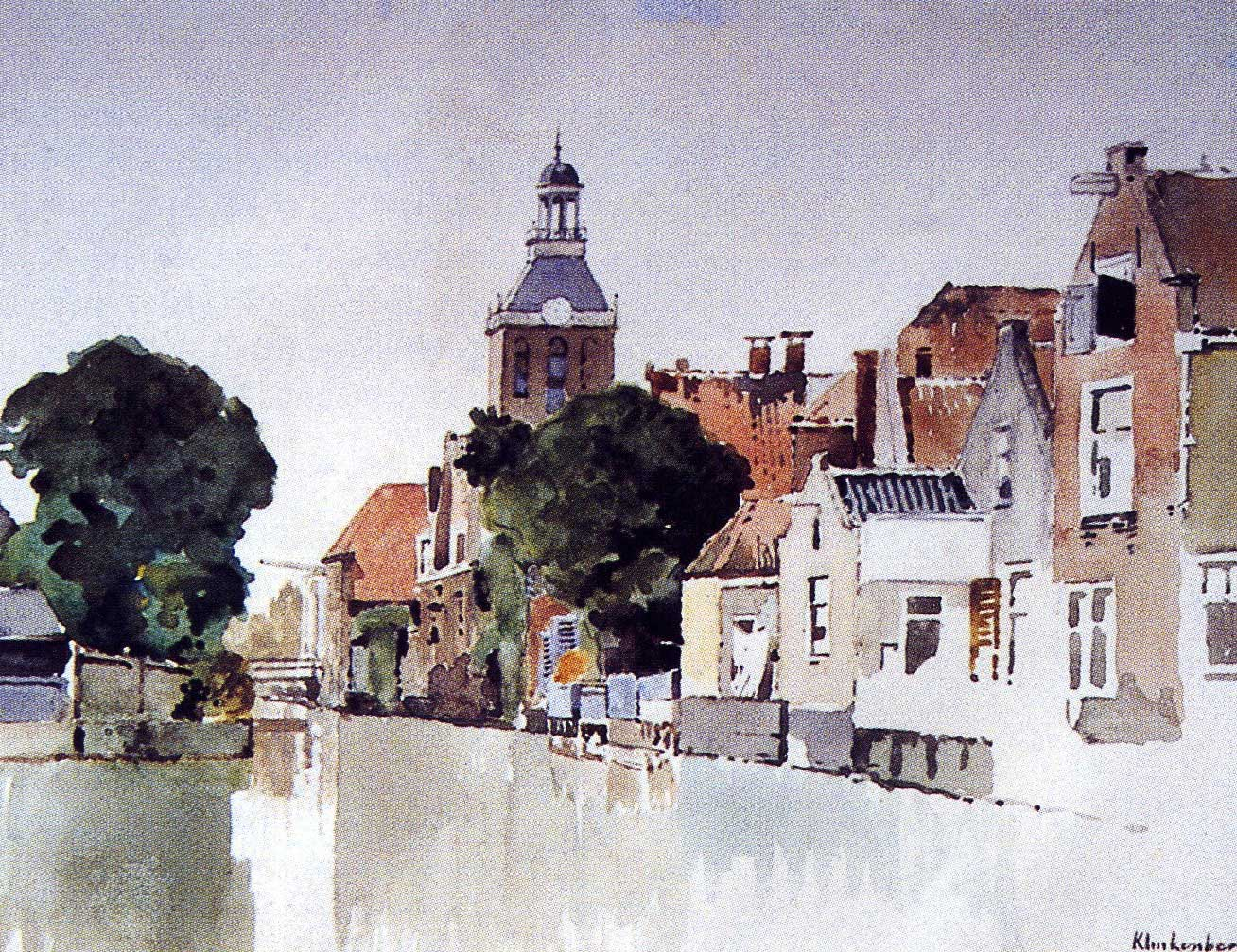
Gracht in Meppel
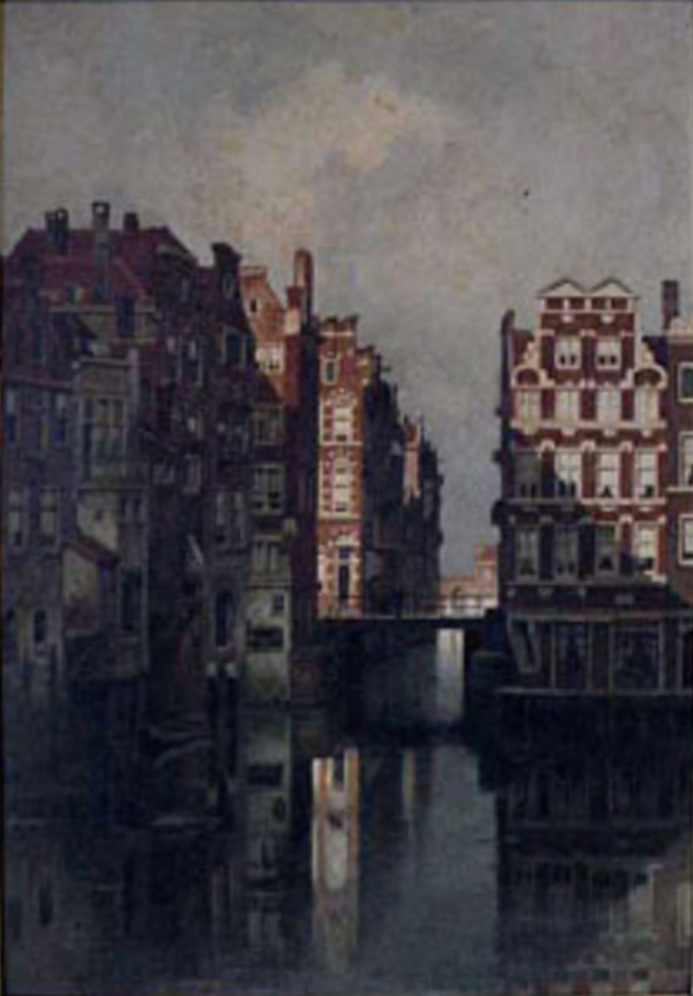
Kolkje Amsterdam